# طاهرآباد (کاشمر)
طاهرآباد به گویش محلی طَییرآباد نام روستایی از توابع بخش فرح‌دشت شهرستان کاشمر در استان خراسان رضوی ایران است. این روستا در دهستان قلعه بالا قرار دارد و برپایه سرشماری مرکز آمار ایران در سال ۱۳۹۵، جمعیت آن ۶ نفر (۴ خانوار) بوده است.